# Евдокимов, Николай Николаевич
Николай Николаевич Евдокимов (1868 − 1941) — российский и советский астроном.

## Биография
Родился в Харькове, в 1890 окончил Харьковский университет и был оставлен в качестве стипендиата при кафедре астрономии для подготовки к профессорскому званию. В 1893—1898 — сверхштатный ассистент Харьковской обсерватории, в 1898—1914 — астроном-наблюдатель там же, в 1917—1930 — директор.
В 1912 защитил диссертацию на тему «Определение параллаксов неподвижных звезд по наблюдениям меридианным кругом Харьковской астрономической обсерватории».
С 1914 — профессор Харьковского университета.
Член Бюро долгот в Ленинграде (с 1927); в 1928—1933 гг. — председатель, затем член Временного Бюро Товарищества украинских астрономов (был избран на съезде Ассоциации астрономов РСФСР в Ленинграде в декабре 1928 года); с 1937 г . — член астрометрической комиссии Астросовета АН СССР (в Пулково).
Основные труды в области астрометрии, являются результатом произведенных им на меридианном круге наблюдений зодиакальных и слабых полярных звезд. Определял звездные параллаксы, вел продолжительные наблюдения положений больших планет, участвовал в экспедициях для наблюдений солнечных затмений.
Заслуженный деятель науки УССР (1935), член Немецкого астрономического общества.
В его честь назван кратер на Луне.

## Публикации
- Определение параллаксов неподвижных звезд по наблюдениям меридианным кругом астрономической обсерватории Харьковского ун-та, «Annales de l’Observatoire astronomique de Kharkow», 1912, t. 3, № 1;
- Определение положений планет меридианным кругом Харьковской астрономической обсерватории (1 серия: склонения 1924—1927 гг.), «Публикацiï Харківськоï астрономичноï обсерватopiï», 1941, № 7.